# Rimski most u Trieru
Rimski most u Trieru (njemački: Römerbrücke ili  Alte Moselbrücke) na rijeci Mosel je najstariji most u Njemačkoj. God. 1986., je zajedno s drugim spomenicima grada Triera, upisan na UNESCOv popis mjesta svjetske baštine u Europi. 
Najstariji drveni most preko rijeke Mosel je postojao na njegovom mjestu već 17. pr. Kr., a kameni most ga je zamijenio 45. god. Današnji rimski kameni most na stupovima je izgrađen od 144. – 152. god. Njegovi masivni stupovi su izgrađeni od blokova bazalta i vapnenca, a zaobljeni su tako da lakše podnose snažnu riječnu struju i led. S gornje strane je bio popločen drvenim daskama širine 10 metara, a zahvaljujući visokim lukovima omogućavao je plovidbu brodovima. U srednjem vijeku je bio srušen tako da su preživjeli samo njegovi kameni lukovi, 5 od izvornih 9. Obnovio ga je knez Balduin od Luxembourga (1307. – 1354.) kada je Trier bio njegovim posjedom. Francuska vojska ga je srušila 1689. god., da bi ga obnovio Johann Georg Judas die Wölbung od 1716. – 18. god. Tada je postavljena slavna skulptura sv. Mihovila s križem. God. 1806., srušila su se njegova zapadna vrata, a 1869. istočna. God. 1931., proširen je i dobio je asfaltni pješački nogostup. U Drugom svjetskom ratu, iako su se približavale američke snage 2. ožujka 1945. god., njemačka vojska ga nije digla u zrak.
Danas se oko njega izvode opsežna arheološka istraživanja.

## Vanjske poveznice
- 360º-Panorama Römerbrückea u Trieru  Arhivirana inačica izvorne stranice od 19. svibnja 2009. (Wayback Machine)